# Ђерђ Шарлош
Ђерђ Шарлош (мађ. György Sarlós; Будакеси, 29. јул 1940) био је мађарски веслачки репрезентативац, члан Веслачког клуба Ференцварош из Будимпеште. Веслао је у више дисциплина а највеће успехе постигао је са четверцем без кормилара, и двојцем без кормилара.
Три пута је учествовао на Летњим олимпијским играма 1960. у Риму, Летњим олимпијским играма 1968. у Мексико Ситију и 1972. у Минхену. Највећи успех постигао је у Мексико Ситију, освојивши сребрну медаљу у четверцу без кормилара иза посаде Источне Немачке. Мађарски четверац је веслао у саставу: Золтан Мелиш, Ђерђ Шарлош, Јожеф Чермељ и Антал Мелиш.
У Риму 1960. поново у четверцу без кормилара испао је у репасажу, док је у Минхену 1972. весла у двојцу без кормилара и исто завршио у репасажу.
На европским првенствима у веслању учествовао је неколико пута а најуспешнији је био 1967. у Вишију и 1969. у Клагенфурту када је у двојцу без кормилара освојио две сребрне медаље.
Освојио је 14 титула првака Мађарске у више дисциплина:
- 2 х двојац без кормилара 1960 и 1961
- 1 х четверац без кормилара 1961
- 5 х четвераца са кормиларом 1961, 1962, 1963, 1964 и 1966.
- 6 х осмерац 1960, 1961, 1962, 1963, 1964 и 1965.